# プチ鹿島
プチ鹿島（プチかしま、1970年〈昭和45年〉5月23日 - ）は、日本のお笑い芸人、コラムニスト、映画監督。本名：鹿島 智広（かしま ともひろ）。ワタナベエンターテインメント所属。

## 来歴
長野県千曲市出身。高田文夫に憧れて、高田と同じ日本大学芸術学部に進学したいと思っていたが、大阪芸術大学の推薦入試合格の方が先に決まっていたため、同大学芸術学部放送学科に入学し卒業。
大学時代、友達とラップグループ『イエローモンキークルー』を結成し、第二回チェック・ユア・マイク・コンテスト(ＥＣＤ主催)で優勝。CDを発売している。そして、大学卒業後、高田の番組を聴きたいという一心で上京した。
「骨太熱」、「鹿島商業」、「第三勢力」というお笑いグループでの活動を経て、2003年にバカ野坂と『俺のバカ』を結成。俺のバカ時代はツッコミ役を務め、チョビ髭をトレードマークとし、バカ野坂の“調教師”という設定として、いつも鞭（というよりは縄跳びの跳び縄を改造したようなもの）を持ったネタなどを披露していた。2007年9月に野坂が脱退したことに伴い、ピン芸人として活動を開始。時事ネタを得意としており、“時事芸人”を自称している。
大川興業、エーライフプロダクツ、ニチエンプロダクションを経て、2011年4月より、芸人活動に絞る為に再度フリーに転向。2012年5月よりオフィス北野に所属。
2018年4月23日、所属していたオフィス北野のマネジメント問題から、出演している『東京ポッド許可局』（TBSラジオ）の東京ポッド許可局局員（米粒写経（居島一平、サンキュータツオ）、マキタスポーツ）で、フリーエージェント宣言を行った。その後、同年6月18日放送分の同番組内にてワタナベエンターテインメントへ所属する事を発表した。
2023年2月18日、ダースレイダーとともに監督・主演したドキュメンタリー映画『劇場版 センキョナンデス』が公開される。映画は「ヒルカラナンデス」のスピンオフ企画の際に撮影された2021年の衆院選・香川1区、2022年の参院選・大阪府選挙区と京都府選挙区の映像素材を中心に構成されており、公開2か月弱で観客動員1万人を記録した。
同年6月24日、『劇場版 センキョナンデス』の初配信記念イベントが渋谷のLOFT9で開催。ダースレイダー、大島新、前田亜紀、三輪記子らとともに出演し、選挙ロードムービーの第二弾『シン・ちむどんどん』を同年8月11日に那覇市の桜坂劇場で緊急公開すると発表した。

## 人物
- 身長157 cm。趣味は野球。特技はキャッチボール。
- ラジオ番組は『ビートたけしのオールナイトニッポン』『ヤングパラダイス』『明石家さんまのラジオが来たゾ!東京めぐりブンブン大放送』（いずれもニッポン放送）をよく聴いていたという[2]。
- 「東京ポッド許可局」（2014年5月10日放送）で結婚していた事と、娘が誕生した事を報告した。
- 大川興業所属時代に『雷波少年』の企画「熱狂的巨人ファン99」に2代目巨人ファンとして出演し半年間のテント生活をした事を後年打ち明けている[11][12]。
- 新聞を13紙購読し、読み比べをしている[13]。
- 2019年、ニュース時事能力検定1級に合格[14]。

## 著書

### 単著
- 『うそ社説【電子書籍版】』（ボイジャー、2011年）/ オンデマンド本 (ボイジャー、2012年、ISBN 978-4862390615)[15]
  - 『うそ社説【立ち読み版】』（ボイジャー、2011年）[リンク切れ]
- 『うそ社説２【電子書籍版】』（ボイジャー、2012年）/ オンデマンド本 (ボイジャー、2013年、ISBN 978-4862391193)[16]
  - 『うそ社説２【立ち読み版】』（ボイジャー、2012年）[リンク切れ]
- 『教養としてのプロレス』 (双葉社、2014年、ISBN 4-5757-1456-9)
- 『芸人式新聞の読み方』（幻冬舎、2017年3月、ISBN 4-3440-3085-0）
- 『プロレスを見れば世の中がわかる』 (宝島社、2017年6月、ISBN 4-8002-6774-9)
- 『お笑い公文書2022 こんな日本に誰がした! プチ鹿島政治コラム集』（文藝春秋、2022年3月、ISBN 4-1639-1514-1）
- 『ヤラセと情熱 水曜スペシャル「川口浩探検隊」の真実』（双葉社、2022年12月、ISBN 4-5753-1760-8）
  - 伝説の“ヤラセ”番組「川口浩探検隊」の書籍が今ウケている理由とは? 刊行記念トークショーからその魅力に迫る！（前編/後編） 双葉社文芸総合サイト 2023年06月27日
  - 伝説のヤラセ番組「川口浩探検隊」の功罪とは? プチ鹿島「演出があるからこそ、やらなくてもいい真剣勝負をしている」 リアルサウンド 2023年05月28日

### 共著
- 『東京ポッド許可局～文系芸人が行間を、裏を、未来を読む』（プチ鹿島名義。マキタスポーツ、サンキュータツオ、みちとの共著、新書館、2010年）
- 『思わず聞いてしまいました!!【活字版】』（プチ鹿島名義、居島一平との共著、スコラマガジン、2012年）

## 出演

### テレビ番組
ドラマ
- 女王の教室スペシャル エピソード2～悪魔降臨～（日本テレビ）- 2006年3月18日、学年主任役
- 左目探偵EYE（2009年10月3日、日本テレビ）
- 美咲ナンバーワン!!（日本テレビ）
- 課長島耕作2-香港の誘惑-（日本テレビ）- 2008年10月1日
- 下町ロケット（TBSテレビ）2018年11月11日

その他
- ビートたけしの絶対見ちゃいけないTV（TBSテレビ）
- NEWS23（TBSテレビ） - 「多事笑論」コーナー
- 特報!B級ニュースSHOW（テレビ東京）
- シブスタ S.B.S.T（テレビ東京）
- 競馬大王（BSフジ）
- WOWOWぷらすと（WOWOW）
- TVブロステレビ（WOWOW）
- ニュースザップ（BSスカパー!）2014年10月～2017年6月
- 週刊スカパラニュース（BSスカパー!）- 2016年4月～9月 MC
- サンデー・ジャポン（TBSテレビ）2017年2月19日
- ユアタイム（フジテレビ）2017年4月～9月 金曜
- サンデーステーション（テレビ朝日）
- 水曜日のニュース・ロバートソン（BSスカパー!）
- 鈴木哲夫の永田町ショータイム（BS11） ※第5週金曜日

### ウェブ番組
- 久田将義×プチ鹿島（ニコニコ生放送）
- ニコノゲ（ニコニコ生放送）
- NEWS RAP JAPAN（AbemaTV）
- ダースレイダー×プチ鹿島 ヒルカラナンデス（YouTube）
- デモクラシータイムス（YouTube）
- ポリタスTV（YouTube）

### ラジオ番組
- 東京ポッド許可局（TBSラジオ）- レギュラー
- プチ鹿島と長野美郷 Good Job ニッポン（ニッポン放送）- レギュラー
- 荒川強啓 デイ・キャッチ!（TBSラジオ、2014年4月 - 2019年3月）- 月曜日・水曜日ニュースプレゼンター
- はみだし しゃべくりラジオ キックス（YBSラジオ）- 火曜日パーソナリティ
- プロ野球ネットワーク「プチ鹿島のスポーツ紙大賞」（2016年5月5日、2016年6月21日、2016年9月22日=以上3回20時台のみ、2017年6月21日=18時台から3時間[17]。TBSラジオ）
- プチ鹿島のラジオ19XX（2021年12月4日 - 、YBSラジオ）
- プチ鹿島と櫻井和明のどこまでもプロ野球愛（2025年3月15日 、YBSラジオ）

### 映画
- 猫ラーメン大将（2008年、トルネード・フィルム）
- 劇場版 センキョナンデス（2023年2月、ドキュメンタリー、監督・主演）
- シン・ちむどんどん（2023年8月、ドキュメンタリー、監督・主演）

### アニメ
- THE REFLECTION（2017年9月9日、NHK総合）- スチーム 役

### ゲーム
- 悪代官3（2007年）- 恵比寿屋金蔵 役

## 連載
- KAMINOGE『俺の人生にも、一度くらい幸せなコラムがあってもいい』（東邦出版）
- 映画野郎『挨拶は心の窓! 舞台挨拶おじゃまします!』（携帯サイト）
- CIRCUS WEB『芸人・プチ鹿島の時事・ザ・クリーク!!』
- MSN ドニッチ!
- 東スポweb『プチ鹿島のソースは東スポ』
- 実話ナックルズweb『余計な下世話』（ミリオン出版）
- プチ鹿島のベストセラー縦読横読（宝島社）
- プチ鹿島の芸人人生劇場（CIRCUS MAX〈KKベストセラーズ〉）
- 日刊大衆
- DMMニュース
- デイリーニュースオンライン
- ニューズウィーク日本版『かしまし世界時評』[18]

## メールマガジン
- プチ鹿島の思わず書いてしまいました！！（BOOK STAND）